# Les Berengueres (Castellcir)
Les Berengueres és una masia del terme municipal de Castellcir, al Moianès. Pertany a la parròquia de Santa Coloma Sasserra.
Està situada a prop del límit nord-oest del terme, a tocar del termenal amb Moià. A la dreta de la Riera de Santa Coloma, és a ponent i bastant a prop de Santa Coloma Sasserra.
Aquesta masia tenia a ran de la riera esmentada un pou de glaç, la Poua de les Berengueres, amb una bassa annexa, on es preparaven les barres de gel.
A l'entorn de la masia, sobretot a la riba dreta de la Riera de Santa Coloma, s'estén el Bosc de les Berengueres. Al sud-oest es troba la Solella de les Berengueres.
Al llarg dels temps, les Berengueres apareix tant vinculada a Sant Andreu de Castellcir com a Santa Coloma Sasserra, on la casa té vas propi al cementiri parroquial.